# Inês de Medeiros
Inês de Medeiros, de son nom complet Inês de Saint-Maurice Esteves de Medeiros Victorino de Almeida, née le 15 avril 1968 à Vienne, au (Autriche), est une actrice et femme politique portugaise.
Elle est membre du parti socialiste portugais.

## Biographie

### Enfance et jeunesse
Inês de Saint-Maurice Esteves de Medeiros Victorino de Almeida naît le 15 avril 1968 à Vienne, en (Autriche).

### Famille
Fille du compositeur António Victorino de Almeida (pt) et d'une journaliste, elle est aussi la sœur cadette de l'actrice et chanteuse Maria de Medeiros, et la petite-fille, du côté maternel, de la femme de lettres portugaise Odette de Saint-Maurice (pt).
Elle a passé sa première enfance à Vienne, en Autriche, avant de venir s'installer à Lisbonne en 1975 et y suit ses études secondaires au lycée français Charles-Lepierre, avant de commencer des études supérieures en littérature portugaise et en philosophie à la Nouvelle université de Lisbonne.

### Actrice
Elle a utilisé au moins deux noms de scène  : « Inês d'Almeida » et « Inês Medeiros ».
Elle fait sa première apparition au cinéma en 1981, dans A Culpa, film écrit et réalisé par son père António Victorino de Almeida.
Suivront une trentaine de rôles dans des longs et courts métrages de cinéma, sans compter des rôles tenus dans des téléfilms et un épisode de série télévisée.
Elle est également montée sur les planches, à partir de 1985, pour divers rôles au théâtre.

### Vie politique
En 1995-1996, elle est mandataire de la campagne de Jorge Sampaio, élu Président de la République le 14 janvier 1996 et entré en fonctions le 9 mars suivant.
Au printemps 2009, elle est mandataire de la liste socialiste, conduite par Vital Moreira, pour les élections européennes.
Le 27 septembre 2009, lors des élections législatives, elle est élue, dans la circonscription électorale de Lisbonne, députée à l'Assemblée de la République, sur une liste du Parti socialiste.
Après la dissolution de l'assemblée, elle est réélue, le 5 juin 2011, pour la XIIe législature, dans la même circonscription.

### Vie privée
Inês de Medeiros est mariée à Fabrice Dubois de La Patellière, fils du réalisateur français Denys de La Patellière et frère du dramaturge, scénariste et réalisateur Alexandre de La Patellière. Elle est mère de deux enfants respectivement nés en 1997 et 2001.

## Filmographie partielle
- 1988 : La Bande des quatre de Jacques Rivette - Lucia
- 1989 : L'Enfant de l'hiver d'Olivier Assayas - Ana
- 1989 : Le Sang (O Sangue) de Pedro Costa - Clara
- 1994 : Casa de Lava de Pedro Costa - Mariana
- 1994 : Lumière noire de Med Hondo - Ghislaine Guyot
- 1997 : Ossos de Pedro Costa - prostituée
- 1999 : La Ville de Yousry Nasrallah - Agnès